# チョン・ジエ
チョン・ジエ（1984年1月8日 - ）は、韓国の女優。

## プロフィール
- 身長は、171 cm。
- 血液型は、A型。

## 出演

### 映画
- 女子高怪談4 ヴォイス  (2005年、韓国） - ファジョン 役
- ガールスカウト (2008年、韓国） - ウェイトレス 役

### ドラマ
- 動物園の人々  (2002年、KBS）
- 路地裏の人々 (2002年、KBS）
- 純粋の時代  (2002年、SBS）
- あなたはまだ夢見ているのか (2003年、MBC）
- 宮 -Love in Palace-  (2006年、MBC） - イ・ガンヒョン 役